# Wilderich von Walderdorff
Wilderich Reichsfreiherr von Walderdorff (ur. 14 stycznia 1617 w Würzburgu, zm. 4 września 1680 w Wiedniu) – austriacki duchowny rzymskokatolicki, w latach 1669-1680 książę biskup Wiednia.

## Życiorys
Urodził się 14 stycznia 1617 w Würzburgu jako syn Johanna Petera von Walderdorff (1575–1635) i Marii Magdaleny Greiffenklau zu Vollrads (1595–1678), siostry arcybiskupa Moguncji Georga Friedricha von Greiffenklau. Miał młodszego brata, również duchownego Johanna Philippa von Walderdorff (1620–1689). Studiował w Würzburgu oraz w Rzymie na Collegium Germanicum. Na kapłana został wyświęcony w 1659. Cesarz Leopold I mianował go biskupem Wiednia w 1669 roku, sakrę otrzymał 29 września tego samego roku z rąk arcybiskupa Antonio Pignatelli (późniejszego papieża Innconetego XII).
Ze względu na swoją łagodność i miłość do ubogich był bardzo popularny. Starał się nagrodzić pobożnych kapłanów w swojej diecezji oraz podnieść poziom edukacji w seminariach. Zmarł 4 września 1680 i został pochowany w katedrze św. Szczepana.